# 프레드 새도프
프레드 새도프(Fred Sadoff, 1926년 10월 21일 ~ 1994년 5월 6일)는 미국의 배우이다. 
브루클린에서 태어났으며 로스앤젤레스에서 사망하였다.

## 영화
- 배신의 총구 (1978년)
- 명탐정 바나비 존즈 (1973년)
- 신데렐라 리버티 (1973년)
- 빠삐용 (1973년)
- 샌프란시스코 수사반 (1972년)
- 포세이돈 어드벤쳐 (1972년)
- 콰이어트 아메리칸 (1958년)